# Сотериологија
Сотериологија (од грч.  — „спаситељ”) је теолошка наука о спасењу (избављењу, искупљењу) човека.
Према хришћанском теолошком учењу Исус Христ је сотер - спаситељ и искупитељ човечанства. 
Спасење се у сотериологији дефинише као васкрсење људи из греховне смрти васкрслим Христом, односно спасење није друго до живот у вазнесеном Христу, у чијем је богомданом имену Исус (Спаситељ) предсказан и објављен сав Његов Богочовечански подвиг спасења људског рода (Лк 2,11).

## Основе сотериологије
Као Спаситељ, Господ Исус Христос је истовремено и Спасење, што у Новом завету потврђује и праведни Симеон, узимајући у руке младенца Исуса и називајући га Спасењем (Лк 2,30). Сотериолошки речник Новог завета обухвата различите аспекте појма спасење, али сви они указују на централни догађај у коме је сажета цела историја спасења: живот, смрт и Васкрсење Исуса Христа, једном речи, спасење се доживљава кроз жртву Сина Божијег: „У томе је љубав, не што ми заволесмо Бога, него што Он заволе нас, и посла Сина Свога, као жртву помирења за грехе наше." (1 Јн 4,10) Зато је спасење подвиг у коме човек сав Спаситељев живот доживљава као свој у Духу Светом, подвиг у коме је човек једнак с Христом, његовим животом, смрћу и Васкрсењем. Видљиви наследник тог подвига јесте Црква Христова коју сваки хришћанин доживљава као богочовечанску пуноћу и свејединство, односно спасење је непрекидно живљење у богочовечанском телу Цркве кроз Свете Тајне и свете врлине. Спасење је знак присности Бога (Рм 5,8), који није дозволио да грех победи његову милост. 